# Khristina Souchko
Khristina Souchko (en ukrainien : Христина Євгенівна Сушко) née en 1894, 7 février 1967, est un médecin militaire ukrainien.

## Biographie
Khristina est né[Quoi ?], Troubetska-Dolgouruk à Kiev dans la famille du prince Yevhen Troubetsky. Après avoir obtenu son diplôme du gymnase classique, elle part pour Moscou, où, à partir de 1914, elle étudie à la faculté de médecine de l'Université de Moscou. Il fit partie de l'Armée populaire ukrainienne, du corps des fusiliers de la Sitch et s'occupait des malades et blessés lors de l'internement en Pologne. Là, elle rencontre le colonel Roman Souchko et eurent deux enfants.